# Estafilococcàcies
Els Staphylococcaceae són una família de bacteris gram positiu que inclouen el gènere dels Estafilococs (Staphylococcus), notable per incloure diversos patògens importants en la medicina.